# Penélope (banda)
Penélope foi uma banda de rock brasileira formada em 1997 em Salvador. A banda terminou em 2004. Em 2024, a banda retornou para celebrar seus 25 anos de seu primeiro álbum.

## História
Em 1996, Érika Martins decidiu formar uma banda após voltar de um período de estudos na Alemanha, onde se deparou com uma cena de mulheres no rock muito forte. A ideia era ter uma banda essencialmente feminina, mas sem perder a pegada forte do rock, desafiando a estética roqueira da época, predominantemente masculina. Para dar nome a banda, escolheram uma personagem que representava bem este ideal da combinação entre fofura, força e inteligência: Penélope Charmosa. O som era uma mistura de bubblegum, guitar band, new wave e jovem guarda.  
Em 1997 a banda começou a escrever suas próprias músicas falando de filosofia, metafísica, cultura pop e temas do universo adolescente feminino. A estreia profissional aconteceu no festival Abril Pro Rock, em Recife. Após o festival assinaram com a Sony Music e mudaram o nome para Penélope, para evitar problemas com a detentora dos direitos da personagem Penélope Charmosa.
Antes que saísse o primeiro disco, Érika Martins participou do single “A Mais Pedida”, da banda Raimundos, uma das músicas mais tocadas de 1999 e que apresentou a vocalista Érika ao público do rock. Ainda em 1999 sai o primeiro disco, Mi Casa, Su Casa, produzido por Tom Capone e Antoine Midani. Neste disco apareciam os sucessos “Teen”, “Holiday” e “Namorinho de Portão”. As duas últimas entraram em muitas coletâneas e também na trilha da série Malhação, da Rede Globo. Em 2001 a banda participou do festival Rock in Rio III.
O segundo álbum, Buganvília, foi lançado em 2001 trazendo os sucessos “Caixa de Bombom” e uma versão rock do clássico de Chico Buarque e Edu Lobo, “Ciranda da Bailarina”. Em 2002, a banda assinou com a Som Livre e lançou seu terceiro álbum, Rock, Meu Amor. O álbum trouxe sucessos como “Continue Pensando Assim”, com a participação de Samuel Rosa do Skank, e a versão de “A Fórmula do Amor”, que entrou na trilha da novela Começar de Novo, da Rede Globo. A banda encerra suas atividade em 2004 e a vocalista Érika sai em carreira solo.
Em 2024 o projeto é reavivado e a banda sai em turnê para comemorar os 25 anos do lançamento do álbum Mi Casa, Su Casa, incluindo uma apresentação no Rock in Rio X junto com a banda Pato Fu.

## Discografia

### Álbuns de estúdio
| Álbum            | Detalhes                                                                   | Vendas   |
| ---------------- | -------------------------------------------------------------------------- | -------- |
| Mi Casa, Su Casa | - Lançamento: 8 de agosto de 1999 - Formatos: CD - Gravadora: Sony         | - 50.000 |
| Buganvilia       | - Lançamento: 4 de julho de 2001 - Formatos: CD - Gravadora: Sony          |          |
| Rock, Meu Amor   | - Lançamento: 29 de setembro de 2003 - Formatos: CD - Gravadora: Som Livre |          |

### Singles
| Título                       | Ano  | Álbum            |
| ---------------------------- | ---- | ---------------- |
| "Teen"                       | 1999 | Mi Casa, Su Casa |
| "Holiday"                    | 1999 | Mi Casa, Su Casa |
| "Namorinho de Portão"        | 2000 | Mi Casa, Su Casa |
| "Circo"                      | 2000 | Mi Casa, Su Casa |
| "Caixa de Bombom"            | 2001 | Buganvilia       |
| "Ciranda da Bailarina"       | 2001 | Buganvilia       |
| "Plus (Nada Melhor pra Mim)" | 2002 | Buganvilia       |
| "A Fórmula do Amor"          | 2003 | Rock, Meu Amor   |

| Título                                     | Ano  | Álbum         |
| ------------------------------------------ | ---- | ------------- |
| "A Mais Pedida" (Raimundos part. Penélope) | 1999 | Só no Forevis |

### Outras aparições
| Título            | Ano  | Outros artistas | Álbum           |
| ----------------- | ---- | --------------- | --------------- |
| "Tão Seu"         | 1999 | —               | Rock Brasil     |
| "Superfantástico" | 2002 | Arnaldo Antunes | Superfantástico |

## Prêmios e indicações
| Ano  | Prêmio                                | Categoria                       | Trabalho            | Resultado | Ref.   |
| ---- | ------------------------------------- | ------------------------------- | ------------------- | --------- | ------ |
| 2000 | MTV Video Music Brasil                | Videoclipe de Artista Revelação | Namorinho de Portão | Indicado  | [ 10 ] |
| 2000 | MTV Video Music Brasil                | Direção de Arte em Videoclipe   | Namorinho de Portão | Indicado  | [ 10 ] |
| 2000 | MTV Video Music Brasil                | Escolha da Audiência            | Holiday             | Indicado  | [ 10 ] |
| 2000 | Prêmio Multishow de Música Brasileira | Érika Martins - melhor cantora  |                     | Indicado  |        |
| 2004 | 2º Prêmio TIM de Música               | Melhor Grupo                    |                     | Indicado  | [ 11 ] |